# Axoloapa
Axoloapa är en ort i Mexiko.   Den ligger i kommunen José Joaquín de Herrera och delstaten Guerrero, i den sydöstra delen av landet, 220 km söder om huvudstaden Mexico City. Axoloapa ligger 951 meter över havet och antalet invånare är 245.
Terrängen runt Axoloapa är varierad. Axoloapa ligger nere i en dal. Runt Axoloapa är det ganska glesbefolkat, med 43 invånare per kvadratkilometer. Närmaste större samhälle är Ixcatla, 2,7 km öster om Axoloapa. I omgivningarna runt Axoloapa växer huvudsakligen savannskog.